# Трамвай в Уаргла
Трамвай в Уаргла (фр. Tramway d'Ouargla,араб. ترامواي ورقلة) — трамвайна лінія в місті Уаргла, Алжир. П'ята трамвайна мережа в Алжирі.

## Історія
Будівництво трамвайної мережі почалося у 2013 році, перша лінія складатиметься з 12,6 км та матиме 23 зупинки. У березні
2018 року була відкрита початкова ділянка лінії між зупинками «Hai Nasr» та «Cité Administrative», що складалась з 9,8 км та має 16 зупинок.

## Рухомий склад
Першу лінію обслуговує 23 багатосекційних, низькопідлогових трамваї виробництва Alstom, моделі Alstom Citadis розрахованої на 400 пасажирів. Через дуже спекотний клімат міста, трамваї були обладнані додатковими кондиціонерами та поліпшеною системою захисту від піску та пилу.